# San Martín Buenavista
San Martín Buenavista är en ort i Mexiko.   Den ligger i kommunen San Pedro Yólox och delstaten Oaxaca, i den sydöstra delen av landet, 300 km sydost om huvudstaden Mexico City. San Martín Buenavista ligger 1 738 meter över havet och antalet invånare är 349.
Terrängen runt San Martín Buenavista är bergig österut, men västerut är den kuperad. Runt San Martín Buenavista är det glesbefolkat, med 14 invånare per kvadratkilometer. Närmaste större samhälle är San Juan Quiotepec, 4,7 km sydost om San Martín Buenavista. I omgivningarna runt San Martín Buenavista växer i huvudsak blandskog.